# 몬트세랫 축구 국가대표팀
몬트세랫 축구 국가대표팀(영어: Montserrat national football team)은 몬트세랫를 대표하는 축구 국가대표팀으로 몬트세랫 축구 협회에서 관리한다. 북중미카리브 지역 전체에서도 약체로 평가되는 팀들 중의 하나이며 세인트루시아와의 1991년 카리브컵 예선 6조 1차전을 통해 국제 A매치 첫 경기를 치렀고 '에메랄드 보이즈'라는 별칭으로 알려져 있으며 현재 블레익스 이스테이트 스타디움을 홈 구장으로 사용하고 있다.

## 개요
2002년 FIFA 월드컵 결승전이 열렸던 2002년 6월 30일 부탄 팀부 창리미탕 경기장에서 열린 부탄과의 경기에서는 0-4로 완패하며 FIFA 랭킹 꼴찌를 기록한 바 있다. 그나마 몬트세렛이 가장 큰 점수차로 이긴 국제 경기는 2012년 9월 9일 마르티니크에서 벌어진 영국령 버진아일랜드와의 2012년 카리브컵 예선 1라운드 3조 최종전으로 이 경기에서 7-0의 대승을 거두었다.

## 국제 대회 경력

### FIFA 월드컵
2022년 FIFA 월드컵 북중미카리브 지역 1차 예선 A조에서 미국령 버진아일랜드를 4-0으로 격파하며 월드컵 지역 예선 첫 승을 올렸고 그레나다를 최종전에서 2-1로 물리치는 등 4경기에서 2승 2무·조 2위를 기록하며 몬트세랫 축구 역사상 월드컵 지역 예선 최고 성적을 남겼다.

### CONCACAF 네이션스리그

#### 2019-20년 리그 B
2019-20년 CONCACAF 네이션스리그 예선 11위로 리그 B에 편입된 몬트세렛은 도미니카 공화국, 세인트루시아, 엘살바도르와 함께 B조에 배정되어 6경기 2승 2무 2패·조 2위로 2021년 CONCACAF 골드컵 예선 1라운드 진출을 확정지었다.

#### 2022-23년 리그 B
2022-23 시즌 리그 B에서는 아이티, 가이아나, 버뮤다와 함께 B조에 편성되어 6경기 1승 1무 4패·조 최하위로 떨어졌으나 그나마 리그 C로는 강등되지 않았다.

#### 2023-24년 리그 B
다음 시즌인 2023-24 시즌 리그 B에서는 니카라과, 도미니카 공화국, 바베이도스와 함께 B조에 편성되어 6경기 3승 3패·조 3위로 몬트세랫 축구 역사상 국제 대회 최다 승점 기록을 경신했다.

## FIFA 월드컵 (본선)
| 년도   | 결과      | 순위      | 경기      | 승        | 무*       | 패        | 득점      | 실점      | 승점      |
| ------ | --------- | --------- | --------- | --------- | --------- | --------- | --------- | --------- | --------- |
| 1930년 | 비회원국  | 비회원국  | 비회원국  | 비회원국  | 비회원국  | 비회원국  | 비회원국  | 비회원국  | 비회원국  |
| 1934년 | 비회원국  | 비회원국  | 비회원국  | 비회원국  | 비회원국  | 비회원국  | 비회원국  | 비회원국  | 비회원국  |
| 1938년 | 비회원국  | 비회원국  | 비회원국  | 비회원국  | 비회원국  | 비회원국  | 비회원국  | 비회원국  | 비회원국  |
| 1950년 | 비회원국  | 비회원국  | 비회원국  | 비회원국  | 비회원국  | 비회원국  | 비회원국  | 비회원국  | 비회원국  |
| 1954년 | 비회원국  | 비회원국  | 비회원국  | 비회원국  | 비회원국  | 비회원국  | 비회원국  | 비회원국  | 비회원국  |
| 1958년 | 비회원국  | 비회원국  | 비회원국  | 비회원국  | 비회원국  | 비회원국  | 비회원국  | 비회원국  | 비회원국  |
| 1962년 | 비회원국  | 비회원국  | 비회원국  | 비회원국  | 비회원국  | 비회원국  | 비회원국  | 비회원국  | 비회원국  |
| 1966년 | 비회원국  | 비회원국  | 비회원국  | 비회원국  | 비회원국  | 비회원국  | 비회원국  | 비회원국  | 비회원국  |
| 1970년 | 비회원국  | 비회원국  | 비회원국  | 비회원국  | 비회원국  | 비회원국  | 비회원국  | 비회원국  | 비회원국  |
| 1974년 | 비회원국  | 비회원국  | 비회원국  | 비회원국  | 비회원국  | 비회원국  | 비회원국  | 비회원국  | 비회원국  |
| 1978년 | 비회원국  | 비회원국  | 비회원국  | 비회원국  | 비회원국  | 비회원국  | 비회원국  | 비회원국  | 비회원국  |
| 1982년 | 비회원국  | 비회원국  | 비회원국  | 비회원국  | 비회원국  | 비회원국  | 비회원국  | 비회원국  | 비회원국  |
| 1986년 | 비회원국  | 비회원국  | 비회원국  | 비회원국  | 비회원국  | 비회원국  | 비회원국  | 비회원국  | 비회원국  |
| 1990년 | 비회원국  | 비회원국  | 비회원국  | 비회원국  | 비회원국  | 비회원국  | 비회원국  | 비회원국  | 비회원국  |
| 1994년 | 비회원국  | 비회원국  | 비회원국  | 비회원국  | 비회원국  | 비회원국  | 비회원국  | 비회원국  | 비회원국  |
| 1998년 | 불참      | 불참      | 불참      | 불참      | 불참      | 불참      | 불참      | 불참      | 불참      |
| 2002년 | 예선 탈락 | 예선 탈락 | 예선 탈락 | 예선 탈락 | 예선 탈락 | 예선 탈락 | 예선 탈락 | 예선 탈락 | 예선 탈락 |
| 2006년 | 예선 탈락 | 예선 탈락 | 예선 탈락 | 예선 탈락 | 예선 탈락 | 예선 탈락 | 예선 탈락 | 예선 탈락 | 예선 탈락 |
| 2010년 | 예선 탈락 | 예선 탈락 | 예선 탈락 | 예선 탈락 | 예선 탈락 | 예선 탈락 | 예선 탈락 | 예선 탈락 | 예선 탈락 |
| 2014년 | 예선 탈락 | 예선 탈락 | 예선 탈락 | 예선 탈락 | 예선 탈락 | 예선 탈락 | 예선 탈락 | 예선 탈락 | 예선 탈락 |
| 2018년 | 예선 탈락 | 예선 탈락 | 예선 탈락 | 예선 탈락 | 예선 탈락 | 예선 탈락 | 예선 탈락 | 예선 탈락 | 예선 탈락 |
| 합계   |           |           |           |           |           |           |           |           |           |

## FIFA 월드컵 (예선)
| 년도   | 경기                                        | 승                                          | 무*                                         | 패                                          | 득점                                        | 실점                                        | 승점                                        |
| ------ | ------------------------------------------- | ------------------------------------------- | ------------------------------------------- | ------------------------------------------- | ------------------------------------------- | ------------------------------------------- | ------------------------------------------- |
| 1930년 | 비회원국                                    | 비회원국                                    | 비회원국                                    | 비회원국                                    | 비회원국                                    | 비회원국                                    | 비회원국                                    |
| 1934년 | 비회원국                                    | 비회원국                                    | 비회원국                                    | 비회원국                                    | 비회원국                                    | 비회원국                                    | 비회원국                                    |
| 1938년 | 비회원국                                    | 비회원국                                    | 비회원국                                    | 비회원국                                    | 비회원국                                    | 비회원국                                    | 비회원국                                    |
| 1950년 | 비회원국                                    | 비회원국                                    | 비회원국                                    | 비회원국                                    | 비회원국                                    | 비회원국                                    | 비회원국                                    |
| 1954년 | 비회원국                                    | 비회원국                                    | 비회원국                                    | 비회원국                                    | 비회원국                                    | 비회원국                                    | 비회원국                                    |
| 1958년 | 비회원국                                    | 비회원국                                    | 비회원국                                    | 비회원국                                    | 비회원국                                    | 비회원국                                    | 비회원국                                    |
| 1962년 | 비회원국                                    | 비회원국                                    | 비회원국                                    | 비회원국                                    | 비회원국                                    | 비회원국                                    | 비회원국                                    |
| 1966년 | 비회원국                                    | 비회원국                                    | 비회원국                                    | 비회원국                                    | 비회원국                                    | 비회원국                                    | 비회원국                                    |
| 1970년 | 비회원국                                    | 비회원국                                    | 비회원국                                    | 비회원국                                    | 비회원국                                    | 비회원국                                    | 비회원국                                    |
| 1974년 | 비회원국                                    | 비회원국                                    | 비회원국                                    | 비회원국                                    | 비회원국                                    | 비회원국                                    | 비회원국                                    |
| 1978년 | 비회원국                                    | 비회원국                                    | 비회원국                                    | 비회원국                                    | 비회원국                                    | 비회원국                                    | 비회원국                                    |
| 1982년 | 비회원국                                    | 비회원국                                    | 비회원국                                    | 비회원국                                    | 비회원국                                    | 비회원국                                    | 비회원국                                    |
| 1986년 | 비회원국                                    | 비회원국                                    | 비회원국                                    | 비회원국                                    | 비회원국                                    | 비회원국                                    | 비회원국                                    |
| 1990년 | 비회원국                                    | 비회원국                                    | 비회원국                                    | 비회원국                                    | 비회원국                                    | 비회원국                                    | 비회원국                                    |
| 1994년 | 비회원국                                    | 비회원국                                    | 비회원국                                    | 비회원국                                    | 비회원국                                    | 비회원국                                    | 비회원국                                    |
| 1998년 | 불참                                        | 불참                                        | 불참                                        | 불참                                        | 불참                                        | 불참                                        | 불참                                        |
| 2002년 | 2                                           | 0                                           | 0                                           | 2                                           | 1                                           | 6                                           | 0                                           |
| 2006년 | 2                                           | 0                                           | 0                                           | 2                                           | 0                                           | 20                                          | 0                                           |
| 2010년 | 1                                           | 0                                           | 0                                           | 1                                           | 1                                           | 7                                           | 0                                           |
| 2014년 | 2                                           | 0                                           | 0                                           | 2                                           | 3                                           | 8                                           | 0                                           |
| 2018년 | 2                                           | 0                                           | 1                                           | 1                                           | 3                                           | 4                                           | 1                                           |
| 합계   | 9                                           | 0                                           | 1                                           | 8                                           | 8                                           | 45                                          | 1                                           |
| 순위   | 월드컵 예선 승점 순위 : 213위 (북중미 34위) | 월드컵 예선 승점 순위 : 213위 (북중미 34위) | 월드컵 예선 승점 순위 : 213위 (북중미 34위) | 월드컵 예선 승점 순위 : 213위 (북중미 34위) | 월드컵 예선 승점 순위 : 213위 (북중미 34위) | 월드컵 예선 승점 순위 : 213위 (북중미 34위) | 월드컵 예선 승점 순위 : 213위 (북중미 34위) |

## CONCACAF 골드컵
- 1963년 ~ 1989년 - 불참
- 1991년 - 예선 탈락
- 1993년 - 불참
- 1996년 - 예선 탈락
- 1998년 - 불참
- 2000년 ~ 2002년 - 예선 탈락
- 2003년 - 기권
- 2005년 - 예선 탈락
- 2007년 ~ 2009년 - 불참
- 2011년 ~ 2015년 - 예선 탈락
- 2017년 - 불참
- 2019년 - 예선 탈락

## 주요 선수
- 브래들리 우즈-가니스
- 딘 메이슨
- 마이클 윌리엄스
- 코린 브룩스-미드
- 케빈 벤저민
- 라일 테일러